# بی‌بال پریدن
بی بال پریدن کتابی از قیصر امین پور است که در سال ۱۳۷۰ منتشر شد.

## دربارهٔ کتاب
این کتاب مجموعه‌ای است از یازده قطعه نثر ادبی که با بهره‌گیری از طنز و نگاهی شاعرانه به مسایل اجتماعی تلخ  پرداخته‌ است. کتاب حاصل از نظر تلفیق موفق نثر و شعر اثری متفاوت به‌شمار می‌رود 
و جالب توجه است که همچین کتابی را برای مسابقه کتابخوانی سال ۱۴۰۰ انتخاب کرده اند
کتاب شامل قطعه‌هایی به نام‌های ۱. بی بال پریدن ۲. کتاب‌ها مثل آدم‌ها هستند. ۳. آدم‌ها مثل کتاب‌ها هستند. ۴. زندگی در حاشیه ۵. تقسیم عادلانه ۶. خدا در همسایگی ما ۷. مثل کوچه‌های روستا ۸. مثل جاده‌های شهر ۹. سرودی برای پاکی ۱۰. پیش از آفتاب ۱۱. چراغ سبز است.
به نوعی شاعر به بیان صمیمیت از دست رفته و اختلاف طبقاتی حاکم بر جامعه می‌پردازد.
شاعر کتاب را پیشکشی به پدرش و مادرش که پیش از بال گشودن شاعر پر کشیده بود… تقدیم کرده‌است.

## از آثار دیگر نویسنده
- در کوچهٔ آفتاب
- تنفس صبح
- طوفان در پرانتز
- منظومهٔ روز دهم
- مثل چشمه، مثل رود
- آیینه‌های ناگهان
- به قول پرستو
- گل‌ها همه آفتابگردانند
- سنت و نوآوری در شعر معاصر